# Verordnung zur Ergänzung der Strafvorschriften zum Schutz der Wehrkraft des Deutschen Volkes
Durch die Verordnung zur Ergänzung der Strafvorschriften zum Schutz der Wehrkraft des Deutschen Volkes vom 25. November 1939 (RGBl. I, S. 2319) wurden Wehrmittelbeschädigung, Störung eines wichtigen Betriebs, Teilnahme an einer wehrfeindlichen Verbindung, privater Umgang mit Kriegsgefangenen und Gefährdung der Streitkräfte befreundeter Staaten mit hohen Strafen bedroht.
Mit Ausnahme des § 3 über „wehrfeindliche Verbindung“ galten die Vorschriften im Protektorat Böhmen und Mähren auch für Personen, die nicht die deutsche Staatsangehörigkeit besaßen.

## Verbotener Umgang mit Kriegsgefangenen
Weitreichende Bedeutung für deutsche Staatsangehörige erlangte der § 4 Absatz 1 der Verordnung, der den Umgang mit Kriegsgefangenen beschränkte beziehungsweise als „verbotenen Umgang“ unter Strafe stellte:
Eine Verordnung über den Umgang mit Kriegsgefangenen vom 11. Mai 1940 (RGBl. I, S. 769) stellte klar, dass jeglicher Umgang mit Kriegsgefangenen und jede Beziehung zu ihnen untersagt war, sofern diese nicht zwangsläufig durch Arbeitsverhältnis bedingt seien.
In einem internen Schreiben hatte Heinrich Himmler bereits am 31. Januar 1940 die Staatspolizeileitstellen und weitere ihm unterstehende Dienststellen angewiesen, zuwiderhandelnde deutsche Frauen „bis auf weiteres in Schutzhaft zu nehmen und für mindestens ein Jahr einem Konzentrationslager zuzuführen“. Als „gröbliche Verletzung des gesunden Volksempfindens“ sei jeglicher gesellschaftlicher Verkehr anzusehen, zum Beispiel ein Treffen bei Tanzfesten. Eine örtlich zuvor durchgeführte öffentliche Anprangerung und zwangsweise Kopfschur solle polizeilich nicht verhindert werden. Polnische Kriegsgefangene, die sich „mit deutschen Frauen eingelassen“ hätten, sollten aus der Kriegsgefangenschaft entlassen, der Gestapo überstellt und „zunächst“ in Schutzhaft genommen werden. Damit setzte Himmler Vorschläge um, die er im September 1939 mit Adolf Hitler erörtert hatte. Für den polnischen Mann war die Exekution vorgesehen.
Wenige Monate später korrigierte Himmler sein Vorgehen, das die Justiz gänzlich übergangen hatte. Nunmehr sollten deutsche Frauen, die sich mit Kriegsgefangenen eingelassen hatten, nach ihrer Verhaftung den Gerichten überstellt werden. Erst dann, wenn das Gericht einen Haftbefehl ablehne oder ihn aufhebe, sei die Beschuldigte erneut in Schutzhaft zu nehmen und einem Konzentrationslager zuzuführen.

## Kriegsgefangene und „Zivilarbeiter“
Ende des Jahres 1940 arbeiteten im Deutschen Reich rund 1.200.000 Kriegsgefangene (darunter französische, britische und belgische Staatsangehörige) meist in der Landwirtschaft und im Baugewerbe. In steigendem Maße wurden Zivilarbeiter zum Arbeitseinsatz angeworben oder gepresst und zur Zwangsarbeit eingesetzt. Ende 1942 arbeiteten rund 4,6 Millionen Ausländer im Reich; 1944 waren es 5,9 Millionen, darunter 2 Millionen Frauen. Viele von ihnen unterlagen als Ostarbeiter durch die Polen-Erlasse einem polizeilichen Sonderrecht.
Es gab kein förmliches Gesetz, das auch den Umgang mit polnischen, russischen oder ukrainischen Ostarbeitern verbot. Gestapo und Sondergerichte weiteten jedoch eigenmächtig die Umgangsbeschränkungen für deutsche Reichsbürger auch auf diesen Personenkreis aus. Wer des verbotenen Umgangs mit Ostarbeitern beschuldigt war, konnte ebenfalls in „Schutzhaft“ genommen und in ein Konzentrationslager eingewiesen werden. Die Sondergerichte dehnten in der Folge den in der Verordnung auf Kriegsgefangene beschränkten Tatbestand gleichfalls auf Zivilarbeiter aus.

## Verurteilungen

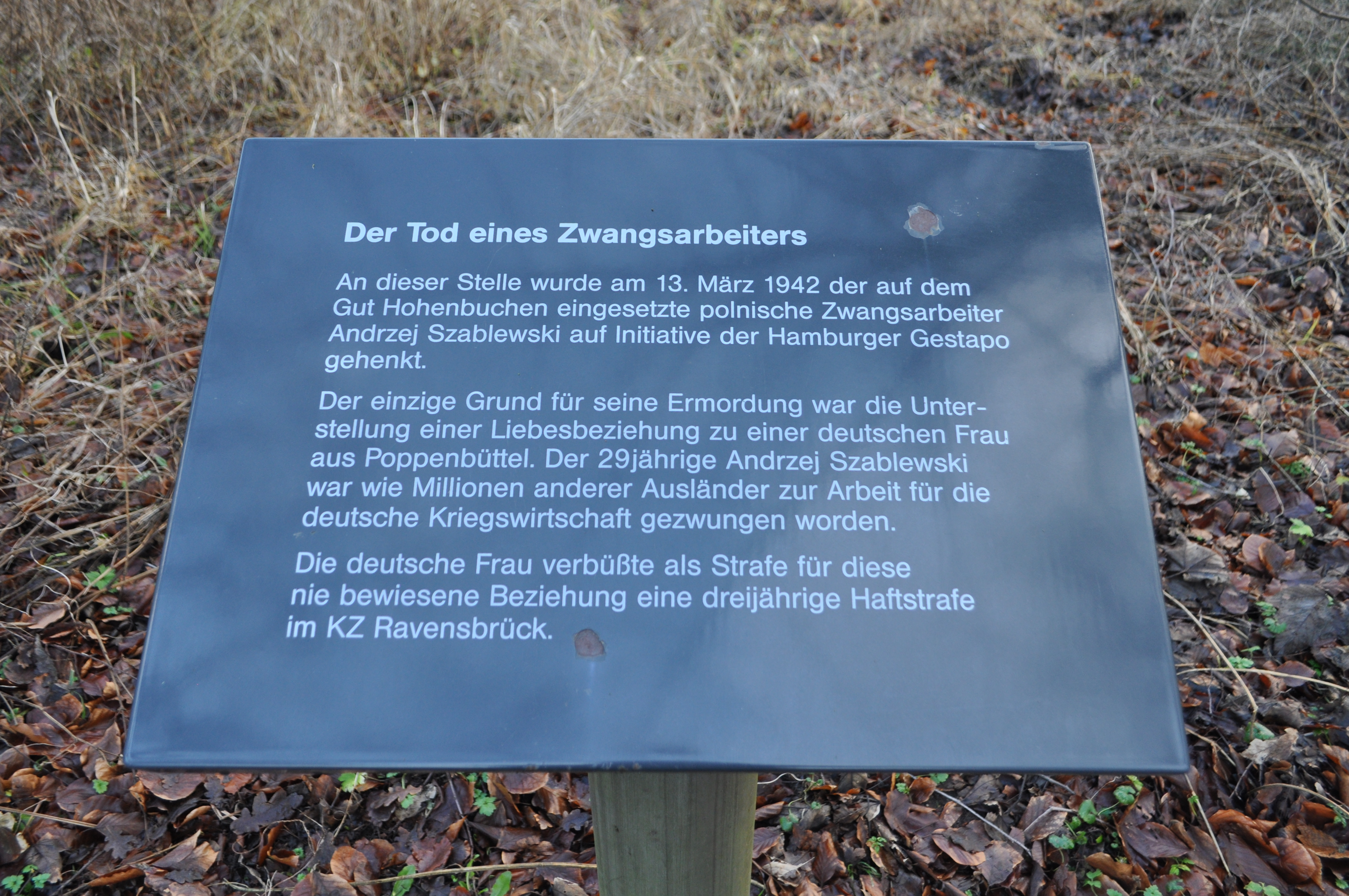
Mahnmal in Hamburg-Poppenbüttel für den polnischen Zwangsarbeiter Andrzej Szablewski

Zuständig für Delikte des verbotenen Umgangs mit Kriegsgefangenen waren die Sondergerichte. Die Generalklausel „gesundes Volksempfinden“ ermöglichte es den Richtern, jede Hilfeleistung für die als „rassisch minderwertig“ erachteten polnischen und russischen Kriegsgefangenen zu bestrafen. Selbst geringfügige Verstöße wurden geahndet, zum Beispiel ein Päckchen Tabak als Weihnachtsgeschenk an einen polnischen Kriegsgefangenen oder das Schreiben einer Ansichtskarte an zwei Ostarbeiterinnen.
Besonders strenge Urteile trafen deutsche Frauen, die Liebesbeziehungen zu Kriegsgefangenen unterhielten. Das Sondergericht Kiel verhängte meist zwei- bis dreijährige Zuchthausstrafen in Fällen, bei denen der Partner ein belgischer oder französischer Kriegsgefangener war.
Weitaus härter noch waren die Folgen eines Liebesverhältnisses für den „fremdvölkischen“ männlichen Partner. Für polnische – später auch russische – Kriegsgefangene galt sexueller Umgang mit einer deutschblütigen Frau als Kapitalverbrechen, das mit der Todesstrafe geahndet werden konnte. Es gelang dem Reichssicherheitshauptamt (RSHA) nicht, diese harte Strafe gesetzlich für Kriegsgefangene aus westeuropäischen Ländern einzuführen. Für „nicht eindeutschungsfähig“ befundene Polen ordnete das RSHA die Exekution des Mannes an, der meist vor den Augen polnischer Arbeiter gehängt wurde.
In den Geheimen Lageberichten des Sicherheitsdienstes wurde beklagt, dass die Kriegsgefangenen durch ihr Verhalten und ihre Arbeit Vertrauen gewonnen hätten und daher die „deutschen Volksgenossen den notwendigen volkspolitischen Abstand vergäßen.“ Verstöße gegen das Umgangsverbot wurden zu einem „Massendelikt“: Innerhalb des Jahres 1940 kam es zu 4345 Verurteilungen; im ersten Halbjahr 1943 waren 5763 Verurteilungen zu verzeichnen. Fast alle Verfahren waren durch eine Denunziation in Gang gesetzt worden; ohne die oft aus privaten Motiven getätigten Anzeigen aus der „Volksgemeinschaft“ wären diese „Straftaten“ unentdeckt geblieben.

## Aufhebung
Förmlich aufgehoben wurde die Verordnung durch das Kontrollratsgesetz Nr. 11 vom 30. Januar 1946. Die Bayerische Staatsregierung legte im Gesetz Nr. 21 zur Wiedergutmachung nationalsozialistischen Unrechts in der Strafrechtspflege vom 28. Mai 1946 fest, dass insbesondere alle Personen straffrei gestellt seien, die nach § 4 der Verordnung wegen ihres Umgangs mit Kriegsgefangenen verurteilt worden waren. Ihr Verhalten sei allein nach nationalsozialistischer Ansicht strafwürdig gewesen.
Im Gesetz zur Aufhebung nationalsozialistischer Unrechtsurteile in der Strafrechtspflege wurden 1998 alle verurteilende strafgerichtliche Entscheidungen aufgehoben, die „unter Verstoß gegen elementare Gedanken der Gerechtigkeit“ ergangen waren; hierbei wird die Verordnung zur Ergänzung der Strafvorschriften zum Schutz der Wehrkraft des Deutschen Volkes explizit aufgeführt.